# Riville
Riville település Franciaországban, Seine-Maritime megyében. Lakosainak száma 314 fő (2022. január 1.). Riville Beuzeville-la-Guérard, Gerponville, Normanville, Ourville-en-Caux, Sorquainville, Thiétreville, Valmont és Ypreville-Biville községekkel határos.

## Népesség
A település népessége az elmúlt években az alábbi módon változott:
| Lakosok száma | 325  | 306  | 309  | 293  | 292  | 294  | 301  | 307  | 314  |
|               | 2013 | 2015 | 2016 | 2017 | 2018 | 2019 | 2020 | 2021 | 2022 |